# Teofil Rost
Teofil Rost (ur. 1907 w Miechowicach, zm. 9 marca 1964 w Świętochłowicach) – polski gimnastyk, trener. 
Od 1919 roku był członkiem rudzkiego gniazda Towarzystwa Gimnastycznego „Sokół”, a od 1924 świętochłowickiego. 
Uczestnik Mistrzostw Świata w Budapeszcie w 1934.
Po II wojnie światowej był działaczem Polskiego Związku Gimnastycznego. Założył sekcję gimnastyczną KS Śląsk Świętochłowice.